# الملاجة
الملاجة قرية سورية في ناحية حمين في منطقة دريكيش التابعة لمحافظة طرطوس. تقع على بعد حوالي 13 كم غرب مدينة دريكيش و17 كم شرق طرطوس، جنوب الطريق الواصل بين الدريكيش وطرطوس. تقع القرية على السفوح الغربية لجبال اللاذقية.

## الملاجة
هي قرية جبلية ترتفع 400 متر عن سطح البحر، وتتوسط بالإضافة لحمين قرى بيت الجهني والمصطبة وتيشور وحبابة. عدد سكانها أكثر من 600 نسمة جلهم من المثقفين والأكاديميين والشخصيات الدينية والروحية, يقام فيها مهرجان السنديان كتظاهرة أهلية ثقافية سنوية كما يقام فيها ملتقى سنوي للنحت.

## بعض الشخصيات العامة من الملاجة
- الشاعر أحمد علي حسن
- الشاعر محمد بدر عمران
- الكاتب محمد كامل الخطيب
- الشاعر أحمد كامل خطيب
- الكاتب معاذ حسن
- الاديب الدكتور اياس حسن
- الفنان الدكتور عصام سلمان
- الدكتور سمير حسن
- الشاعر حيان حسن, شعر محكي
- الشيخ مرهج الخطيب
- الشيخ إبراهيم الخطيب
- الشيخ كامل الخطيب
- الدكتور قصي ديب
- الدكتور لؤي ديب